# Цинь Ханьчжан
Цинь Ханьчжан (кит. 秦含章; 19 февраля 1908, Уси, Цзянсу, Империя Цин — 15 августа 2019, Пекин, Китай) — китайский инженер, учёный и долгожитель. Являлся пионером в области пищевой науки и промышленной ферментации, внёс свой вклад в развитие пищевой промышленности Китая. Он также являлся ведущим ученым в винодельческой промышленности.

## Биография

### Детство
Цинь родился 19 февраля 1908 года в уезде Уси, провинция Цзянсу. Цинь был младшим ребёнком в семье. Его отец Циньжу Юй (1867—1925) был известным учёным, который прошёл «Императорский экзамен» в возрасте 18 лет. Его мать Су Ши (1868-1928) и отец были бедны, денег хватало только на еду и одежду. Будучи трёхлетним, Цинь был усыновлён своим дядей Яном Тунгуанем и жил с ним до его смерти. Когда умер дядя, Циню было 9 лет. Он вернулся в свой родной город и жил со старшим братом и его семьёй. В возрасте 13 лет Цинь стал изучать традиционную китайскую медицину. В этом ему помогал старший брат Цинь Люцзянь (1892-1960). Его другой брат, Цинь Юньчжан (1906-2007), принимал участие в революции, а позднее стал экономистом.

### Образование
Цинь учился в частной школе своего отца, где изучал следующие классические труды: «Классика трех символов», «Классика тысячи символов» и ежедневно практиковался в каллиграфии. Цинь не остановился на изучении «старых классиков» и в 1924 году начал осваивать современные дисциплины, такие как английский и математика. В 1925 году Цинь поступил в университет Цзянсу в Уси. После зачисления Цинь заболел дизентерией и, поскольку китайские и западные врачи не могли его вылечить, остался дома.
В 1931 году он окончил Шанхайский университет транспорта, а затем отправился в Бельгию для обучения за рубежом. Он учился в Gembloux Agro Bio Tech University в Бельгии, окончил его в 1935 году и получил докторскую степень в области инженерии. С 1935 по 1936 годы учился в Брюссельском университете. В 1936 году поступил в Институт химии и ферментации Берлинского университета.

### Деятельность
В сентябре 1936 года Цинь вернулся в Китай. В 1938 году он начал преподавать в Институте образования Цзянсу, в Университете Фудань. Позже он преподавал в провинциальном учебном колледже Сычуань (с 1939 по 1944 год) и в Национальном Центральном университете (с 1944 по 1949 год). В 1948 году он был нанят частным университетом Цзяннань Уси на должность директора и профессора кафедры сельскохозяйственного производства.
В 1950 году премьер Чжоу Эньлай назначил Циня советником Министерства пищевой промышленности и советником Министерства легкой промышленности. В 1960 году научно-исследовательский институт пищевой промышленности Министерства легкой промышленности и научно-исследовательский институт ферментационной промышленности Министерства легкой промышленности объединились для создания института пищевой ферментационной промышленности. Цинь был назначен первым директором.
В 1954 году он был приглашён для участия в «конференции пищевой упаковочной промышленности» в Чехословакии. В начале Культурной революции первая жена Циня, Ян Вэньвэй, покончила жизнь самоубийством. В этот период произошел случай, когда группа повстанцев ворвалась в дом Циня и ограбила его. В 1968 году его вторая дочь была назначена в команду Great Northern Wilderness. Старшая дочь поступила в Цзяоцзо, Хэнань, после окончания Пекинского университета. В 1975 году Цинь встретил Со Ин, которая позже стала его второй женой.
Цинь ушёл на пенсию в возрасте 82 лет. Его вторая жена умерла 8 января 2016 года в возрасте 93 лет. Последние годы своей жизни он провел со своей невесткой и внуком в Пекине.